# Propulsion alternative
 (juin 2012).
Si vous disposez d'ouvrages ou d'articles de référence ou si vous connaissez des sites web de qualité traitant du thème abordé ici, merci de compléter l'article en donnant les références utiles à sa vérifiabilité et en les liant à la section « Notes et références ».
La propulsion alternative des véhicules (voitures, camions, navires) recouvre deux catégories de sujets : 
- les moteurs à combustion et explosion alimentés par des carburants alternatifs tels les biocarburants, biodiesels, biogaz, diesters, huiles végétales carburant ;
- les systèmes alimentés par d'autres sources, dont les moteurs Stirling, piles à combustible, batteries d'accumulateurs, moteurs à air comprimé, panneaux solaires ou éoliennes.

## Perspectives
Du fait des circuits de distribution insuffisamment développés ou des capacités de stockage limitées, les systèmes nouveaux utilisent fréquemment la propulsion hybride (flex fuel, hybride, etc.) pour mieux servir les exigences de la vie réelle[C'est-à-dire ?].
La découverte et la mise en œuvre de propulsions alternatives est un défi majeur pourla durabilité dans le secteur des transports et en particulier pour la marine marchande, la marine de guerre et l'aviation, et pour les îles ou autres régions isolées uniquement accessibles par mer ou par air. L’industrie aéronautique et l'industrie navale, dans le contexte de la transition énergétique imposée par le dérèglement climatique et l'accord de Paris sur le climat, recherchent des sources d'énergies plus propres, sûres et renouvelables. À partir des données disponibles au début des années 2020, des chercheurs de l'école d’ingénierie aéronautique et spatiale de l'université de Vigo tablent sur « des perspectives optimistes, avec des réductions de l’impact environnemental comprises entre 40 % et 75 % par rapport à aujourd’hui » pour l'aviation du futur.

## Cas particuliers
Les turbines à combustion sont une propulsion alternative pour les voitures, les hélicoptères et les avions utilisant des turbopropulseurs.
Enfin, on ne peut pas exclure d'autres tentatives, très controversées, comme le système Pantone et le moteur à eau.

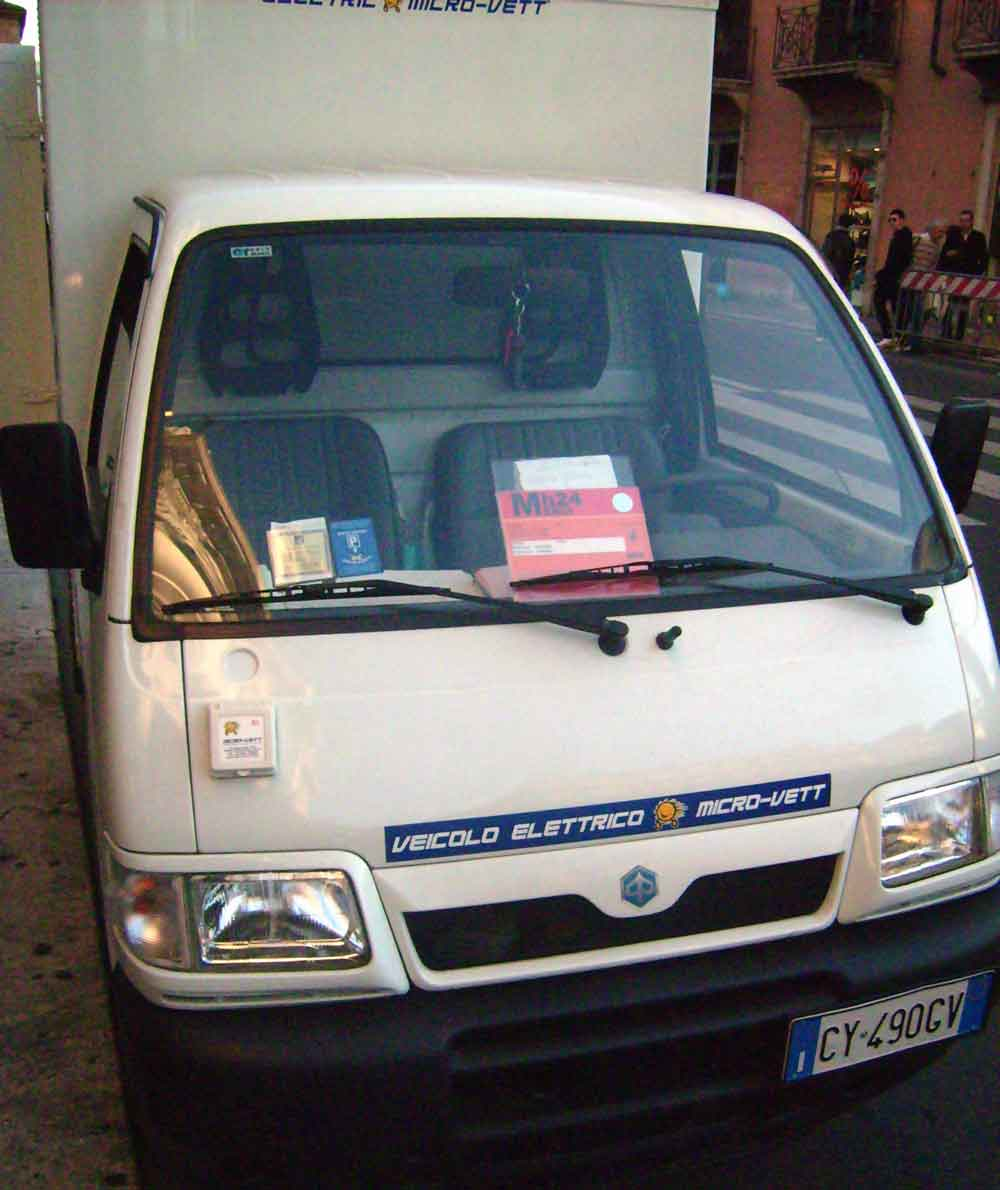
véhicule électrique Micro-Vett.
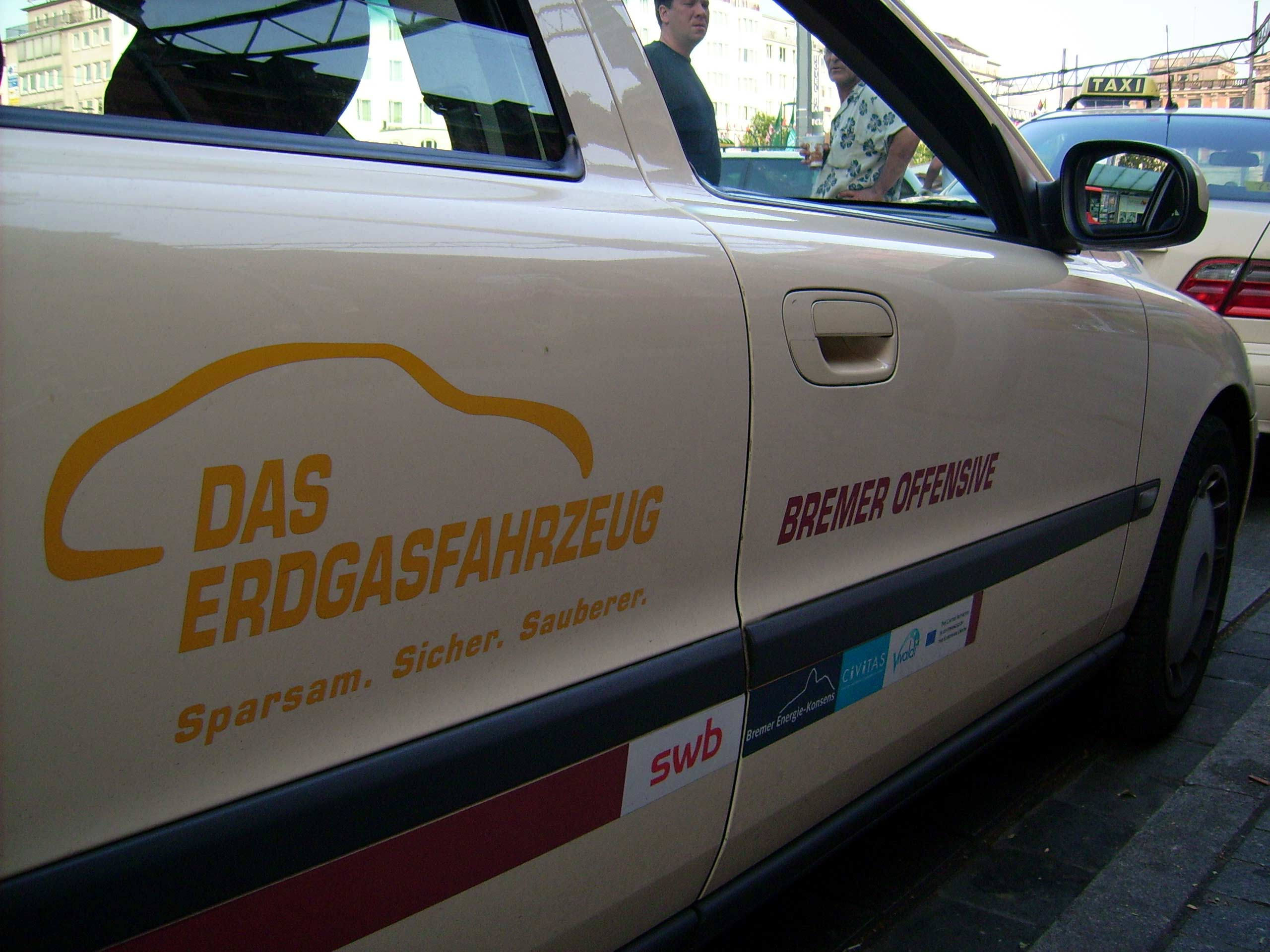
Taxi au gaz naturel.
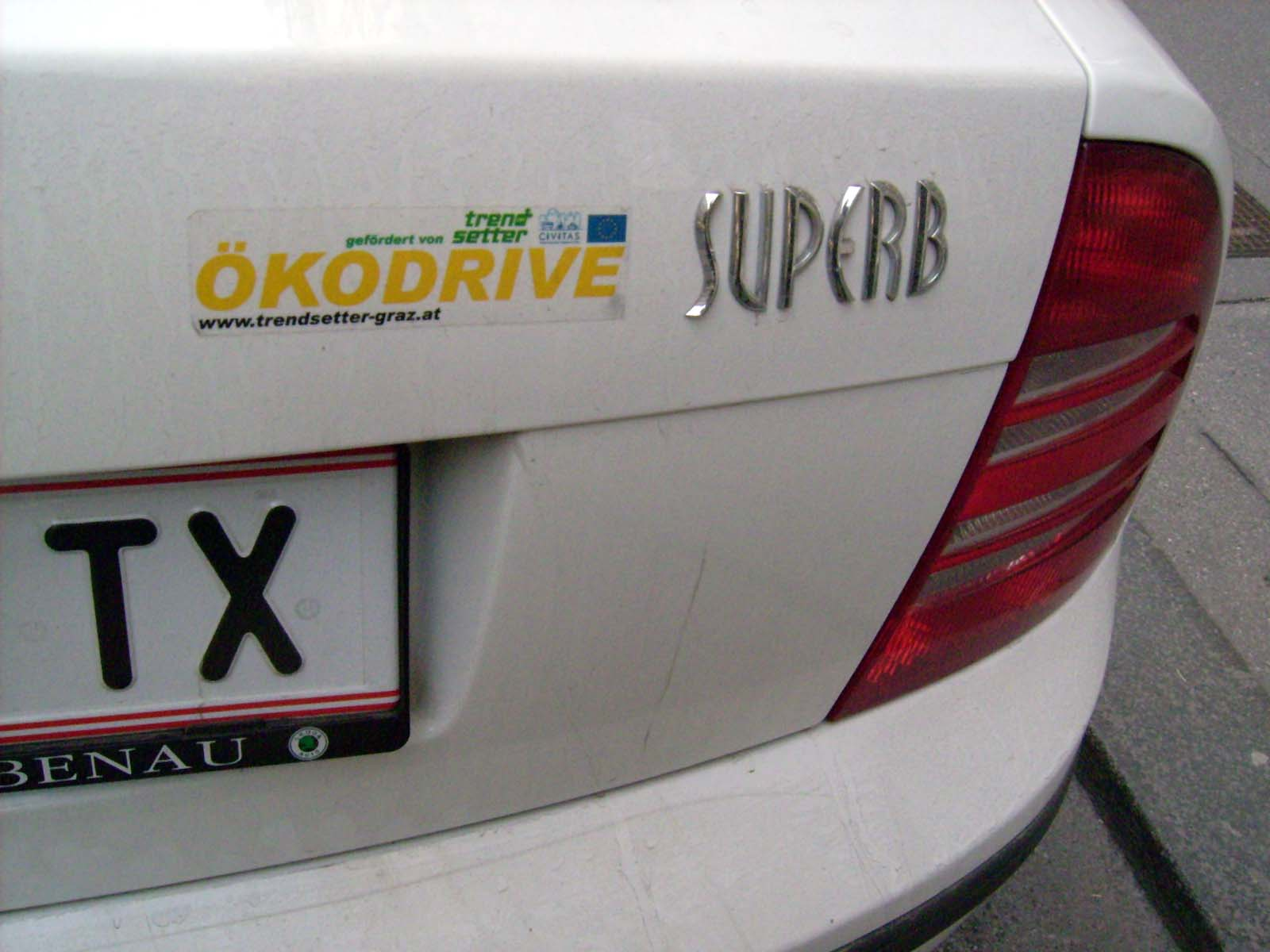
Taxi au diester.
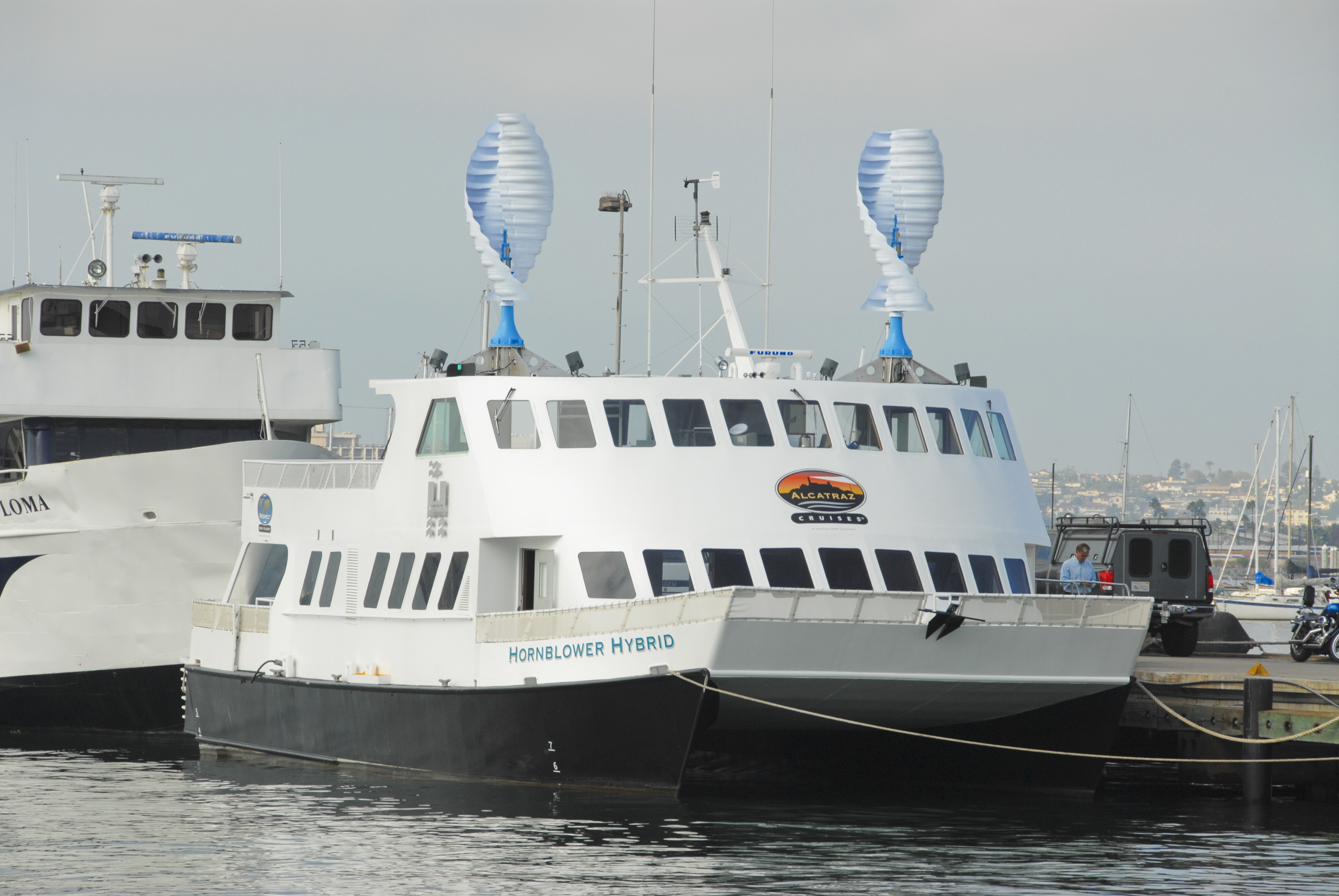
Hornblower Hybrid, utilisant diésel, éoliennes Savonius hélicoïdale et panneaux photovoltaïques.
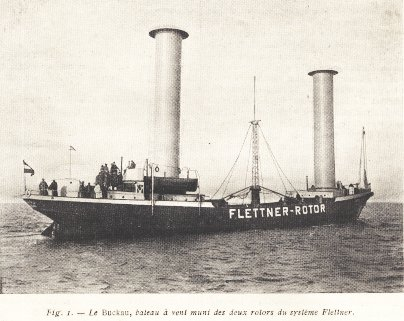
Buckau utilisant l'effet Magnus.
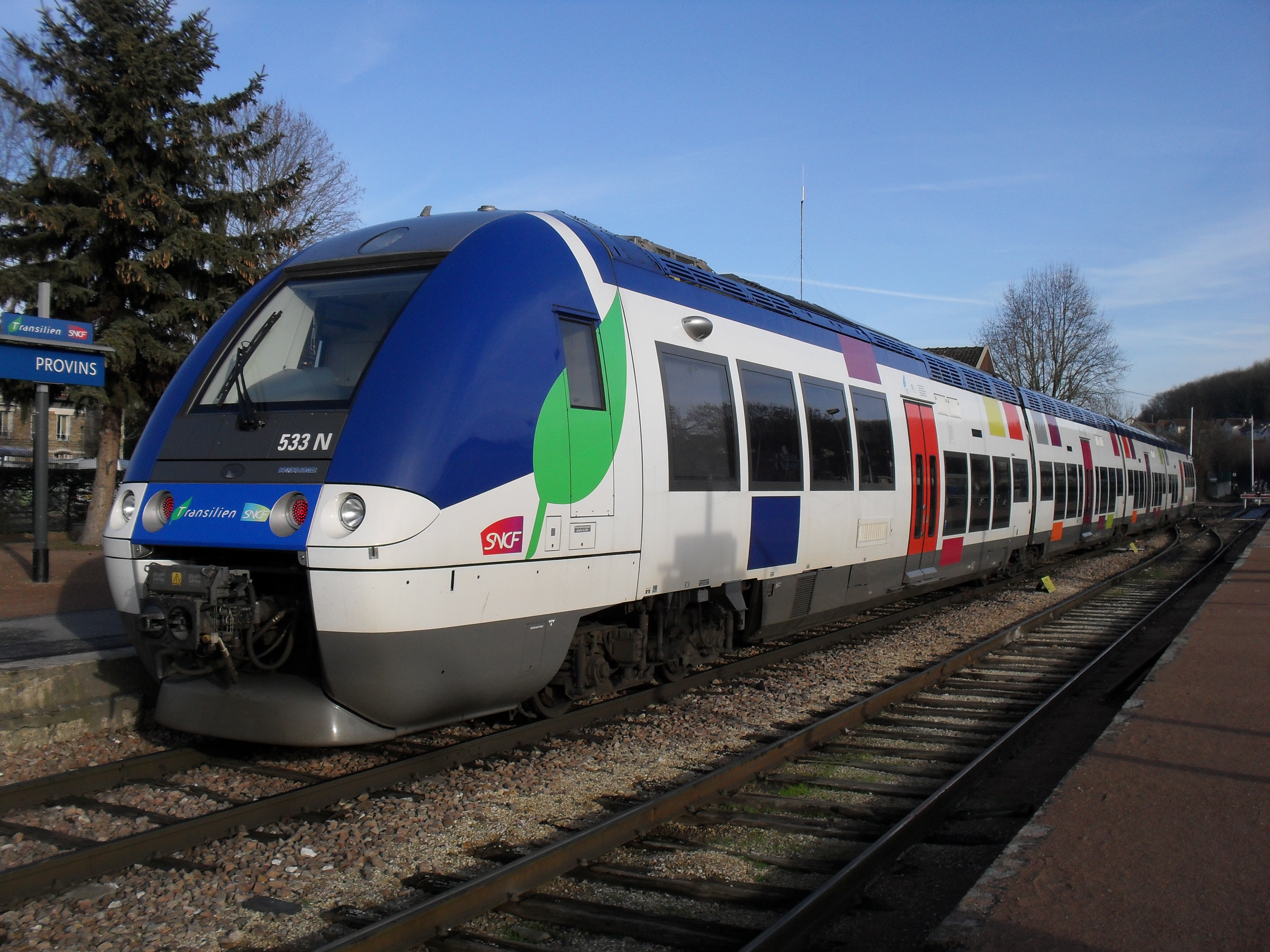
La B 82500 de la SNCF, fabriqué par Bombardier, permet de rouler sous caténaires électrique ou avec son propre moteur diesel.